# Der gebuchte Mann
Der gebuchte Mann (Originaltitel: Picture Perfect) ist ein US-amerikanischer Spielfilm aus dem Jahr 1997. Der Regisseur war Glenn Gordon Caron, das Drehbuch schrieben Glenn Gordon Caron, Paul Slansky und Arleen Sorkin. Die Hauptrollen spielten Jennifer Aniston, Jay Mohr und Kevin Bacon.

## Handlung
Kate Mosley arbeitet in einer Werbeagentur und ist in ihren Kollegen Sam Mayfair verliebt. Allerdings kommt sie nicht vorwärts, was laut ihrem Chef Mr. Mercer daran liegt, dass sie keine Verpflichtungen hat – weder verheiratet, noch zumindest verlobt ist. Auf der Hochzeit einer Freundin lernt sie den Hochzeitsfilmer Nick kennen und wird mit ihm fotografiert. In der Agentur streut ihre Freundin Darcy (Illeana Douglas) das Gerücht, der Mann auf dem Foto wäre Kates Verlobter und plötzlich wendet sich alles für sie zum Besseren: Sie bekommt eine Beförderung, wird zu Geschäftspartys eingeladen und sogar Sam zeigt Interesse an ihr und beginnt eine Affäre. Also lässt Kate alle in dem Glauben, sie wäre verlobt, schickt sich selbst Blumen, täuscht Anrufe vor und streut auch sonst Hinweise auf Nick.
Nick rettet ein Kind aus einem Feuer und wird in den Medien bekannt. Viele Menschen wollen ihn kennenlernen. Kate erklärt ihm ihre Misere und macht ein Geschäft mit ihm: Er kommt nach New York City, wohnt bei ihr und geht mit ihr zu einem wichtigen Geschäftsessen, wo er einen Streit mit ihr beginnen und mit ihr Schluss machen soll. Er willigt ein.
Nick verliebt sich in Kate und will den Streit nicht spielen. Schließlich tut er es auf ihr Drängen doch und macht ihr eine Szene, verbunden mit einer Liebeserklärung. Kate hat bekommen, was sie wollte, ist aber doch nicht glücklich. Sam hat plötzlich kein Interesse mehr an ihr, schlägt ihr aber zum Abschied aus Versehen ein blaues Auge.
Als sich Nick von ihr verabschiedet, gibt sie ihm 1000 Dollar, die sie ihm ursprünglich für seine Dienste angeboten hatte. Er wird wütend und geht.
Kurz vor ihrer wichtigen Präsentation, für die sie das alles gemacht hat, lässt ihr Nick einen Umschlag zukommen, der die 1000 Dollar und eine Uhr, die ihr Vater ihr geschenkt hatte, enthält. Sie merkt, dass sie ihn liebt, gesteht den Schwindel und riskiert damit, ihren Job zu verlieren. Mr. Mercer akzeptiert aber die Kündigung nicht. Er erzählt Kate, dass er selbst in seiner ersten Bewerbung gemogelt hat und fordert sie auf, zu Nick zu gehen.
Kate fährt nach Massachusetts, wo Nick gerade eine Hochzeit filmt. Er will nicht mit ihr reden, aber sie stört die Hochzeit und so muss er mit ihr sprechen. Vor der versammelten Hochzeitsgesellschaft gesteht sie ihm ihre Gefühle. Die beiden küssen sich und alle Anwesenden jubeln.

## Kritiken
Film-Dienst schrieb, der Film sei eine „angestrengt wirkende Twen-Komödie mit peinlich-drögen Dialogen und den üblichen Klischees“. Er sei „darstellerisch nicht überzeugend“.
Die Deutsche Film- und Medienbewertung FBW in Wiesbaden verlieh dem Film das Prädikat wertvoll.

## Hintergründe
Die Produktionskosten betrugen schätzungsweise 19 Millionen US-Dollar. Der Film spielte in den Kinos der USA ca. 31 Millionen US-Dollar ein.